# Schwarznackenbekarde
Die Schwarznackenbekarde (Tityra cayana), früher Schwarznackentityra oder Schwarzschwanztityra genannt, ist ein Vertreter aus der Unterordnung der Schreivögel.

## Aussehen

Männliche Schwarznackenbekarde

Die Schwarznackenbekarde erreicht eine Körperlänge von 21 cm. Die Geschlechter haben ein sehr unterschiedliches Federkleid. Der Schnabel ist hinten rot, die gebogene Schnabelspitze ist rot. Die Kehle, der Bauch und der Großteil des Rückens sind weiß. Der obere Teil der Flügel ist weiß, die darunterliegenden Bereiche sind schwarz. Der hintere Teil des Rückengefieders vor dem Schwanz ist schwarz. Die Schwanzfedern sind ebenfalls schwarz gefärbt. Das Männchen unterscheidet sich dadurch, dass die beim Weibchen schwarzen Gefiederteile braun sind. Der Rücken ist dunkelgrün mit schwarzen Streifen, auch die Brust ist gestreift. Bei beiden Geschlechtern sind die Augen schwarz und der Bereich um das Auge ist rot. Die Füße sind bei beiden Geschlechtern schwarz.

## Verbreitung
Die Schwarznackenbekarde kommt in Guyana, Venezuela bis nach Südbrasilien, Nordargentinien und Bolivien vor. Diese Art bewohnt die offenen Strauchflächen mit vereinzelten Baumgruppen in Höhen bis 1.300 Meter ü. NN.

## Lebensweise
Außerhalb der Brutzeit ziehen sie in kleineren Gruppen durch die Buschlandschaft. Sie ernähren sich von Beeren und anderen Früchten. Daneben fangen sie auch in der Luft fliegende oder an Boden entlang kriechende Insekten. Zum Ausruhen verweilen sie in Höhlen der Wipfel toter Bäume.

## Fortpflanzung
Zur Fortpflanzung lebt die Schwarznackenbekarde paarweise zusammen. Das Nest bauen beide Partner gemeinsam in der Baumhöhle in einer Höhe von 12 bis 35 Meter über dem Erdboden. Das Weibchen legt 2 weißgelbe Eier. Das Ausbrüten dauert 21 Tage und wird vom Weibchen allein bewältigt. Das Männchen hält indessen in der Nähe Ausschau nach Feinden und warnt das Weibchen bei Gefahr mit seinem Geschrei. Bei der Fütterung der Jungen helfen beide Elterntiere zusammen. Nach 25 Tagen verlassen die Jungen das Nest. Es werden mehrere Bruten im Jahr getätigt.

## Gefährdung und Schutzmaßnahmen
Aufgrund ihrer weiten Verbreitung und weil für diese Art keine Gefährdungen bekannt sind, stuft die IUCN diese Art als ungefährdet (Least Concern) ein.